# يونا
يُوَنّا ذكرت يونا في العهد الجديد كاحدى النساء التي تبعوا يسوع المسيح. وقد ذكرت في إنجيل لوقا كاحدى النساء اللواتي تبعوا يسوع المسيح مع مريم المجدلية. وتعتبر في الكنيسة الكاثوليكية والأرثوذكسية قديسة.